# Philip Rivers
Philip Rivers is een Americanfootballspeler bij de Los Angeles Chargers. Hij is quarterback en een van de captains van het team. Hij werd gekozen in de eerste ronde van de 2004 NFL Draft als vierde speler van de draft door de New York Giants. Die hebben hem toen met de Chargers geruild voor hun eerste keuze, quarterback Eli Manning. Rivers werd tot nu toe 7x genomineerd voor de Pro Bowl. In 2007 heeft hij de toen in San Diego gevestigde Chargers naar hun eerste play-off overwinning sinds 1994 geleid toen ze de Tennessee Titans versloegen en de Chargers kwamen toen tot de AFC Championship finale die ze verloren van de New England Patriots.

## Statistieken

### Regular season
| Year   | Team   | G   | GS  | Passing | Passing | Passing | Passing | Passing | Passing | Passing | Passing |
| Year   | Team   | G   | GS  | Comp    | Att     | Pct     | Yds     | Y/A     | TD      | Int     | Rtg     |
| ------ | ------ | --- | --- | ------- | ------- | ------- | ------- | ------- | ------- | ------- | ------- |
| 2004   | SD     | 2   | 0   | 5       | 8       | 62.5    | 33      | 4.1     | 1       | 0       | 110.9   |
| 2005   | SD     | 2   | 0   | 12      | 22      | 54.5    | 115     | 5.2     | 0       | 1       | 50.4    |
| 2006   | SD     | 16  | 16  | 284     | 460     | 61.7    | 3,388   | 7.4     | 22      | 9       | 92.0    |
| 2007   | SD     | 16  | 16  | 277     | 460     | 60.2    | 3,152   | 6.9     | 21      | 15      | 82.4    |
| 2008   | SD     | 16  | 16  | 312     | 478     | 65.3    | 4,009   | 8.4     | 34      | 11      | 105.5   |
| 2009   | SD     | 16  | 16  | 317     | 486     | 65.2    | 4,254   | 8.8     | 28      | 9       | 104.4   |
| 2010   | SD     | 16  | 16  | 357     | 541     | 66.0    | 4,710   | 8.7     | 30      | 13      | 101.8   |
| 2011   | SD     | 16  | 16  | 366     | 582     | 62.9    | 4,624   | 7.9     | 27      | 20      | 88.7    |
| 2012   | SD     | 16  | 16  | 338     | 527     | 64.1    | 3,606   | 6.8     | 26      | 15      | 88.6    |
| 2013   | SD     | 16  | 16  | 378     | 544     | 69.5    | 4,478   | 8.2     | 32      | 11      | 105.5   |
| 2014   | SD     | 16  | 16  | 379     | 570     | 66.5    | 4,286   | 7.5     | 31      | 18      | 93.8    |
| 2015   | SD     | 16  | 16  | 437     | 661     | 66.1    | 4,792   | 7.3     | 29      | 13      | 93.8    |
| 2016   | SD     | 16  | 16  | 349     | 578     | 60.4    | 4,386   | 7.6     | 33      | 21      | 87.9    |
| 2017   | LAC    | 16  | 16  | 360     | 575     | 62.6    | 4,515   | 7.9     | 28      | 10      | 96.0    |
| 2018   | LAC    | 4   | 4   | 100     | 147     | 68.0    | 1,156   | 7.9     | 11      | 2       | 110.8   |
| Career | Career | 200 | 196 | 4,271   | 6,639   | 64.3    | 51,504  | 7.8     | 353     | 168     | 95.2    |

### Postseason
| Year  | Team  | G | GS | Passing | Passing | Passing | Passing | Passing | Passing | Passing | Passing |
| Year  | Team  | G | GS | Comp    | Att     | Pct     | Yds     | Y/A     | TD      | Int     | Rtg     |
| ----- | ----- | - | -- | ------- | ------- | ------- | ------- | ------- | ------- | ------- | ------- |
| 2006  | SD    | 1 | 1  | 14      | 32      | 43.8    | 230     | 7.2     | 0       | 1       | 55.5    |
| 2007  | SD    | 3 | 3  | 52      | 86      | 60.5    | 767     | 8.9     | 4       | 4       | 85.8    |
| 2008  | SD    | 2 | 2  | 41      | 71      | 57.7    | 525     | 7.4     | 3       | 2       | 83.4    |
| 2009  | SD    | 1 | 1  | 27      | 40      | 67.5    | 298     | 7.5     | 1       | 2       | 76.9    |
| 2013  | SD    | 2 | 2  | 30      | 43      | 69.8    | 345     | 8.0     | 3       | 0       | 116.9   |
| Total | Total | 8 | 8  | 146     | 245     | 59.5    | 1948    | 7.9     | 11      | 9       | 84.8    |